# Šamši-Adad V.
Šamši-Adad V. je bil kralj Asirije, ki je vladal od 824 do 811 pr. n. št, * 860 - 855 pr. n. št., † 810 pr. n. št.
Ime je dobil po bogu Adadu/Hadadu.

## Družina
Šamši-Adad V. je bil sin in naslednik kralja Šalmaneserja III. in mož kraljice Šamuramat, katero nekateri avtorji enačijo z mitološko Semiramido. Imel je sina in naslednika Adad-nirarija III. in vnuka Šalmaneserja IV.

## Vladanje
V prvih letih vladanja se je resno boril za prestol s postarnim Šalmaneserjem. Vodja upora, ki je izbruhnil že leta 826 pr. n. št., je bil Šamši-Adadov brat Ašur-danin-pal. Brat je bil uspešen in je na svojo stran pridobil 27 pomembnih mest, vključno z Ninivami. Trajal je do leta 820 pr. n. št. in oslabil Asirsko kraljestvo in njegove vladarje. Opomoglo se je šele z reformami Tiglat-Pileserja III.
Kasneje se je Šamši-Adad odpravljal na pohode v južno Mezopotamijo in sklenil mirovni sporazum z babilonskim kraljem Marduk-zakir-šumijem I.
Leta 814 pr. n. št. je v bitki pri Dar-Papsukalu premagal babilonskega kralja Marduk-balasu-ikbija in nekaj aramejskih plemen, naseljenih v Babiloniji.